# گاوچنگ، هوبئی
گاوچنگ، هوبئی (به لاتین: Gaocheng) یک شهرک در جمهوری خلق چین است که در شهرستان سوی واقع شده‌است. گاوچنگ ۱۰۵ متر بالاتر از سطح دریا واقع شده‌است.